# Naval Defence Act de 1889
Le Naval Defence Act de 1889 est un acte parlementaire britannique (loi) instituant le 31 mai 1889 la priorité à la domination mondiale de la Royal Navy et le two-power standard : la flotte de l'empire britannique devait maintenir un nombre de navires de guerre au moins équivalent aux forces combinées des deux plus grandes flottes mondiales, russe et française à ce moment-là. Cette décision faisait suite aux projets d'alliance franco-russe qui se concrétisèrent en 1892. La doctrine du two-power standard relança la course aux armements.